# Michel-Augustin de Goyon
Pour les articles homonymes, voir Goyon.
Michel-Augustin de Goyon, né le 24 décembre 1764 à Nantes et mort le 22 novembre 1851 à Chantenay-sur-Loire près de Nantes, est un haut fonctionnaire français du XIXe siècle.

## Biographie

### Origines familiales
Michel-Augustin est le fils d'Augustin Joseph de Goyon (1730-1793), seigneur de l'Abbaye (dans la paroisse Saint-Martin de Chantenay), chevalier, lieutenant aux gardes françaises, chevalier de l'ordre de Saint-Louis.
Il s'agit d'une famille d'ancienne noblesse de la région de Condom, dont les armes étaient : D'azur à trois goujons d'argent, l'un au-dessus de l'autre.
Sa mère est Louise Amable Foucault (1744-1770), fille de Michel Foucault (1703-1776), sieur de La Brosse, négociant et armateur nantais, conseiller du roi.

### Avant la Révolution
Le jeune Goyon entre au régiment des Gardes-Françaises. Mais en 1788, pour exprimer leur solidarité avec la noblesse bretonne, plusieurs officiers des gardes-françaises, dont Michel-Augustin, envoient leur démission.
Sous la Révolution, il est nommé officier de la Garde constitutionnelle de Louis XVI.
En 1792, il émigre à Hambourg où on le retrouve comme associé dans la maison de commerce fondée par Caspar Zeller (de).
Il profite de l'amnistie pour rentrer en France en 1801 et, la même année, épouse à Paris, Antoinette de La Roche-Aymon (nièce du duc Charles-Paul-François de Beauvilliers).

### Premier Empire
Il est nommé auditeur au conseil d'État en 1804, et rempli plusieurs missions comme attaché à la personne de Napoléon Ier. Il est attaché au ministre et à la section de la Guerre le 5 vendémiaire an XIII (1805). De 1806 à 1808, il acquiert le statut d'auditeur hors du Conseil, conservant ses titres et prérogatives, il exerce les fonctions de sous-préfet à Montaigu (Vendée).
En 1809 et 1810, il passe en service extraordinaire et exerce les fonctions de préfet du département de l'Aveyron.
Il exerce ensuite celles de préfet de la Méditerranée de 1811 à 1813. Baron de l'Empire en 1810, il est fait légionnaire en 1811 puis officier de la Légion d'honneur en 1812. Il accède à l'auditorat de 1re classe cette année-là.

### Restauration
Nommé préfet des Côtes-du-Nord au moment de la première Restauration, il est fait gentilhomme honoraire de la chambre du roi et chevalier de Saint-Louis. Il donne sa démission pendant les Cent-Jours.
Appelé à la préfecture de l'Yonne au second retour des Bourbons, il est nommé à celle de l'Eure en 1817 où il ne reste que trois années.
En effet, dès 1820, il est muté à Melun comme préfet de Seine-et-Marne. Il y restera jusqu'aux Journées de Juillet 1830, date à laquelle il se retrouva sans emploi.
Il meurt au château de l'Abbaye (désormais dans la commune de Chantenay) en 1851, mais est inhumé à Paris au cimetière du Montparnasse.

### Mariage et postérité
En 1801, Michel-Augustin de Goyon épouse Antoinette Hippolyte Pauline de La Roche-Aymon (1773-1825), dame de compagnie de la dauphine Marie Thérèse de Bourbon, fille d'Antoine-Charles-Guillaume (1751-1831), marquis de La Roche-Aymon, menin du Dauphin, le futur Louis XVI.
De leur mariage, naîtront deux fils :
- Charles-Marie-Augustin de Goyon, général et sénateur du Second Empire (1803-1870), qui aura plusieurs enfants ;
- Charles Adrien Paul (9 mai 1805 † après 1832), 2e baron de Goyon (dévolution du majorat créé en 1827), marié à Verrue (Vienne) le 7 juin 1831 avec Antoinette Achard de La Haye (1810-1885), dame de Purnon, dont naîtra Catherine Pauline (12 mars 1832 - Poitiers † 12 mars 1904 - Paris VIIe), mariée le 12 novembre 1850 avec Auguste Henri Fernand (1821-1896), 3e comte de Montesquiou Fezensac, préfet de Meurthe-et-Moselle (1871-1872), chevalier de la Légion d'honneur[7].

## Honneurs

### Titres
- 1er baron de Goyon et de l'Empire (décret du 15 août 1809, lettres patentes du 25 mars 1810 (Compiègne)[8]) ;
- 1er vicomte de Goyon (lettres patentes du 3 août 1824)[9] ;

### Décorations
- Légion d'honneur[10] :
  - légionnaire (27 janvier 1811), puis,
  - Officier (30 juin 1811), puis,
  - Commandeur de la Légion d'honneur (1er mai 1821) ;
- Chevalier de Saint-Louis (11 octobre 1814[11]) ;

## Armoiries
| Figure | Blasonnement |
|        | Armes de la famille Goujon (Condomois) D'azur à trois goujons d'argent, l'un au-dessus de l'autre. Armes parlantes (Goujon (poisson) ⇒ Goujon ). |
|        | Armes des Goyon de L'Abbaye De gueules, au lion d'argent, couronné d'or. |
|        | Armes du baron de Goyon et de l'Empire Parti au premier de gueules au lion d'or ; au deuxième de sable semé d'étoiles d'or, au lion en abyme du même, armé et lampassé de gueules (de La Roche-Aymon), brochant sur le tout : franc-quartier des barons de notre Conseil d'État., - Livrées : rouge, jaune et noir. |